# World Peace Is None of Your Business (singolo)
World Peace Is None of Your Business è un brano del cantante inglese Morrissey.
Pubblicato anche come singolo, tratto dall'album World Peace Is None of Your Business, il 14 maggio del 2014 dalla Harvest/Capitol, il brano ha raggiunto la posizione numero 83 della classifica di singoli digitali in Inghilterra.

## Realizzazione
Scritto in collaborazione con il chitarrista Boz Boorer, il brano è stato registrato in Francia, negli studi La Fabrique di Saint-Rémy-de-Provence, nel febbraio 2014 e con l'ausilio della band che solitamente accompagna Morrissey nei concerti dal vivo. Il brano è stato prodotto da Joe Chiccarelli, noto per il suo lavoro di produzione per Beck e The Strokes.

## Artwork e video
La foto di Morrissey in copertina è stata realizzata da Jake Walters. L'immagine ritrae Morrissey vestito con una t-shirt bianca e dei jeans, assieme ad un cane e davanti ad un muro su cui è impresso il titolo del brano.
Nel video promozionale, diretto da Natalie Johns,  Morrissey, vestito da concertista classico, esegue la canzone in versione spoken word, mentre si accompagna con un pianoforte. La cantante Nancy Sinatra compare nel video in un breve cameo.

## Tracce
1. World Peace Is None of Your Business – 4:21

## Formazione
- Morrissey – voce
- Solomon Walker - basso
- Boz Boorer - chitarra
- Jesse Tobias - chitarra
- Matt Walker - batteria
- Gustavo Manzur - tastiera